# 布魯克林 (愛荷華州)
布魯克林（英語：Brooklyn）是一個位於美國愛荷華州保厄希克縣的城市。

## 地理
布魯克林的座標為41°43′56″N 92°26′37″W / 41.73222°N 92.44361°W，而該地的平均海拔高度為278米（即912英尺）。

## 人口
根據2010年美國人口普查的數據，布魯克林的面積為3.21平方千米，當中陸地面積為3.21平方千米，而水域面積為0.00平方千米。當地共有人口1468人，而人口密度為每平方千米457人。